# 4 de novembro
4 de novembro é o 308.º dia do ano no calendário gregoriano (309.º em anos bissextos). Faltam 57 dias para acabar o ano.

## Eventos históricos

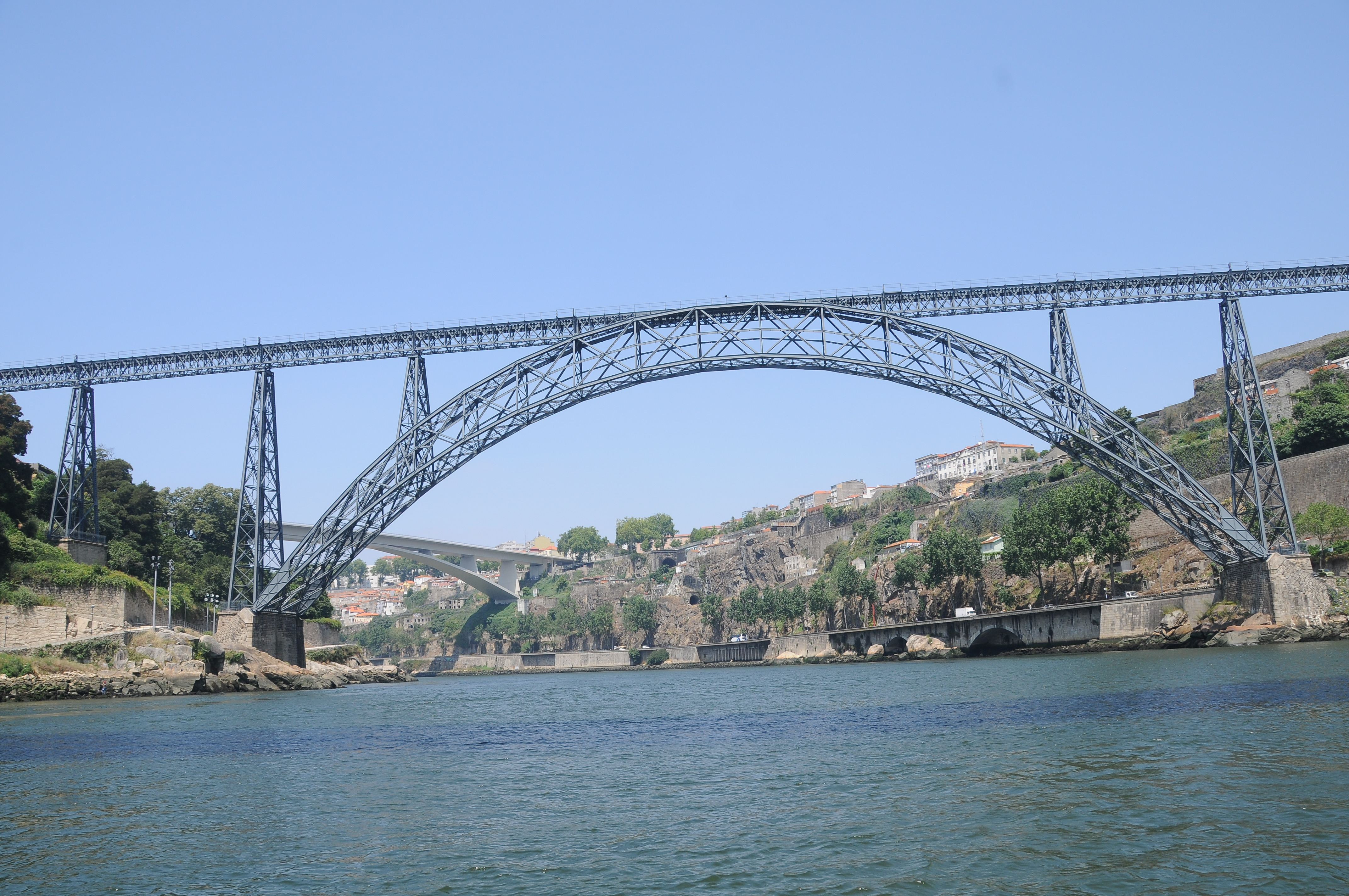
1877: Ponte de D. Maria Pia

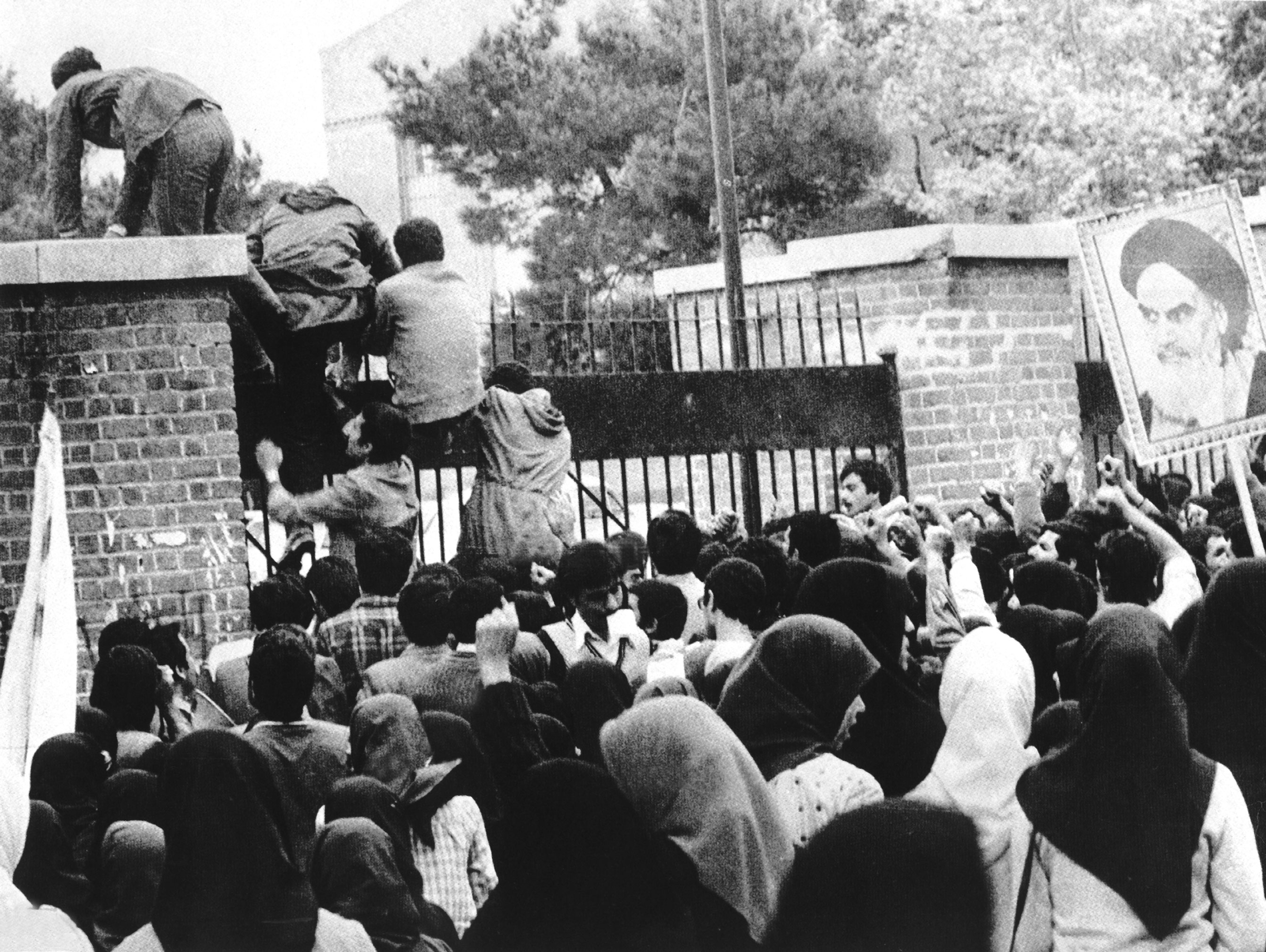
1979: Crise dos reféns americanos no Irã

- 1429 — Guerra civil Armagnac-Borgonha: Joana d'Arc liberta Saint-Pierre-le-Moûtier.
- 1493 — Cristóvão Colombo chega à Ilha de Sotavento e Porto Rico.
- 1501 — Catarina de Aragão (mais tarde a primeira esposa de Henrique VIII) conhece Artur Tudor - irmão mais velho de Henrique VIII – viriam a se casar mais tarde.
- 1576 — Guerra dos Oitenta Anos: na Flandres, a Espanha captura Antuérpia (depois de três dias a cidade está quase totalmente destruída).
- 1677 — A Princesa Maria (futura Rainha Maria II de Inglaterra) casa-se com o Príncipe Guilherme, Estatuder da República dos Países Baixos (futuro Rei Guilherme III de Inglaterra); mais tarde, eles reinariam juntos.
- 1737 — O Teatro San Carlo, a mais antiga casa de ópera da Europa, é inaugurado em Nápoles, na atual Itália.
- 1780 — Começa a rebelião de Túpac Amaru II contra o domínio espanhol no vice-reinado do Peru.
- 1783 — A Sinfonia nº 36 de Wolfgang Amadeus Mozart é apresentada pela primeira vez em Linz, Áustria.
- 1798 — Começa o cerco russo-otomano de Corfu.
- 1839 — Newport Rising: a última rebelião armada em grande escala contra a autoridade na Grã-Bretanha continental.
- 1847 — James Young Simpson, médico britânico, descobre as propriedades anestésicas do clorofórmio.
- 1852 — Camillo Benso, conde de Cavour, torna-se primeiro-ministro do Piemonte - Sardenha, que logo se expande para se tornar a Itália.
- 1868 — Camagüey, Cuba, revolta-se contra a Espanha durante a Guerra dos Dez Anos.
- 1869 — É publicado o primeiro número da revista científica Nature.
- 1877 — Concluída a construção da Ponte de D. Maria Pia sobre o rio Douro, Portugal.
- 1901 — Jurados do Aeroclube da França decidem declarar Santos Dumont vencedor do prêmio Deutsch.
- 1918 — Primeira Guerra Mundial: O Império Austro-Húngaro rende-se para o Reino da Itália.
- 1921
  - O Saalschutz Abteilung do Partido Nazista é renomeado Sturmabteilung (Destacamento Tempestade) após um grande tumulto em Munique.
  - O primeiro-ministro japonês Hara Takashi é assassinado em Tóquio.
- 1922 — No Egito, o arqueólogo britânico Howard Carter e seus homens encontram a entrada para o túmulo do faraó Tutancâmon no Vale dos Reis.
- 1924 — União dos Escoteiros do Brasil (UEB) é fundada.
- 1933 — Inaugurada a Viação Aérea São Paulo (VASP) foi uma companhia aérea comercial brasileira, chegou a ser uma das maiores e mais importantes do país.
- 1939 — O primeiro carro com ar-condicionado é apresentado em Chicago.
- 1942 — Segunda Guerra Mundial, Segunda Batalha de El Alamein: O Marechal-de-Campo Erwin Rommel desobedece ordens diretas de Adolf Hitler para resistir na linha de El-Alamein e inicia uma retirada que terminou com a rendição das forças do Eixo na África do Norte.
- 1944 — Segunda Guerra Mundial: Rendição das tropas de ocupação alemãs e italianas na Grécia.
- 1952 — O governo dos Estados Unidos estabelece a Agência de Segurança Nacional, ou NSA.
- 1956 — Tropas soviéticas entram na Hungria para encerrar a Revolução Húngara contra a União Soviética, iniciada em 23 de outubro. Milhares de pessoas são mortas, mais são feridas e quase 250 mil deixam o país.
- 1966 — O rio Arno inunda Florença, Itália, a uma profundidade máxima de 6,7 m, deixando milhares de desabrigados e destruindo milhões de obras-primas de arte e livros raros. Veneza também está submersa no mesmo dia em seu recorde de acqua alta de todos os tempos.
- 1967 — O voo 062 da Iberia cai em Blackdown, West Sussex, matando todas as 37 pessoas a bordo.[1]
- 1970
  - Guerra do Vietnã: os Estados Unidos transferem o controle da base aérea de Bình Thủy, no Delta do Mekong, para o Vietnã do Sul.
  - Salvador Allende toma posse como presidente do Chile, o primeiro marxista a se tornar presidente de um país latino-americano por meio de eleições abertas.
- 1973 — Os Países Baixos experimentam o primeiro domingo sem carros causado pela Crise Petrolífera de 1973. As rodovias são usadas apenas por ciclistas e patinadores.
- 1979 — Crise dos reféns americanos no Irã: um grupo de estudantes universitários iranianos invade a embaixada dos Estados Unidos em Teerã e toma 90 reféns.
- 1980 — Ronald Reagan é eleito o 40º presidente dos Estados Unidos, derrotando o titular Jimmy Carter.
- 1995 — Conflito israelo-palestino: o primeiro-ministro israelense Yitzhak Rabin é assassinado por um extremista israelense.
- 2008 — Barack Obama é eleito presidente dos Estados Unidos.
- 2010
  - O voo Qantas 32, um Airbus A380, sofre uma falha no motor sobre a Indonésia logo após decolar de Singapura e faz um pouso de emergência, salvando todos os 469 passageiros e tripulantes.
  - O voo Aero Caribbean 883 cai em Guasimal, Sancti Spíritus; todos os 68 passageiros e tripulantes são mortos.
- 2015 — Um avião de carga cai logo após a decolagem do Aeroporto Internacional de Juba, em Juba, Sudão do Sul, matando pelo menos 37 pessoas.[2]
- 2023 — O Fluminense Football Club conquista pela primeira vez na sua história a Copa Libertadores da América.

## Nascimentos

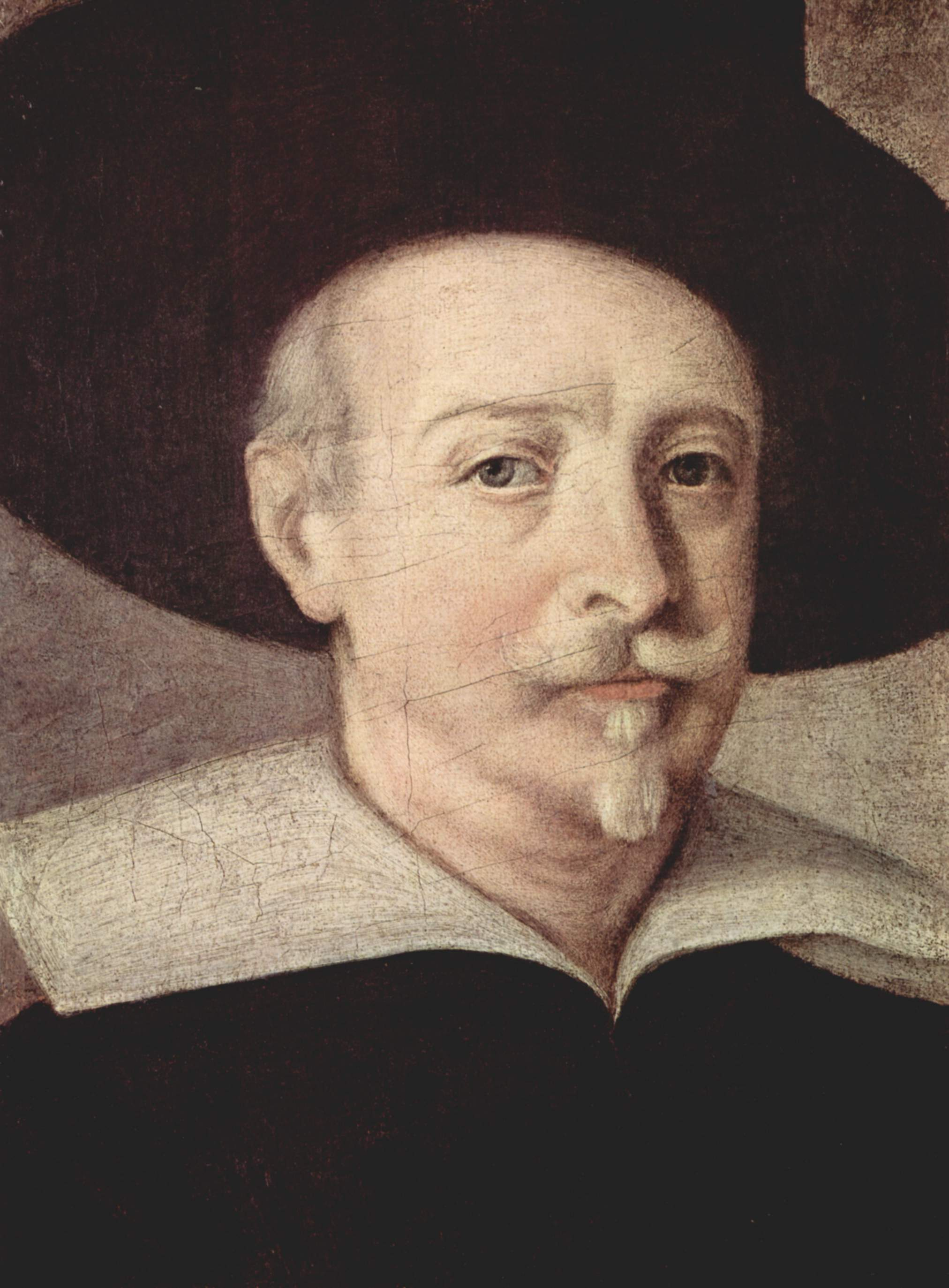
Guido Reni

Constantin von Monakow

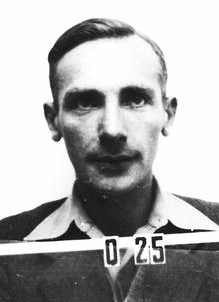
Józef Rotblat

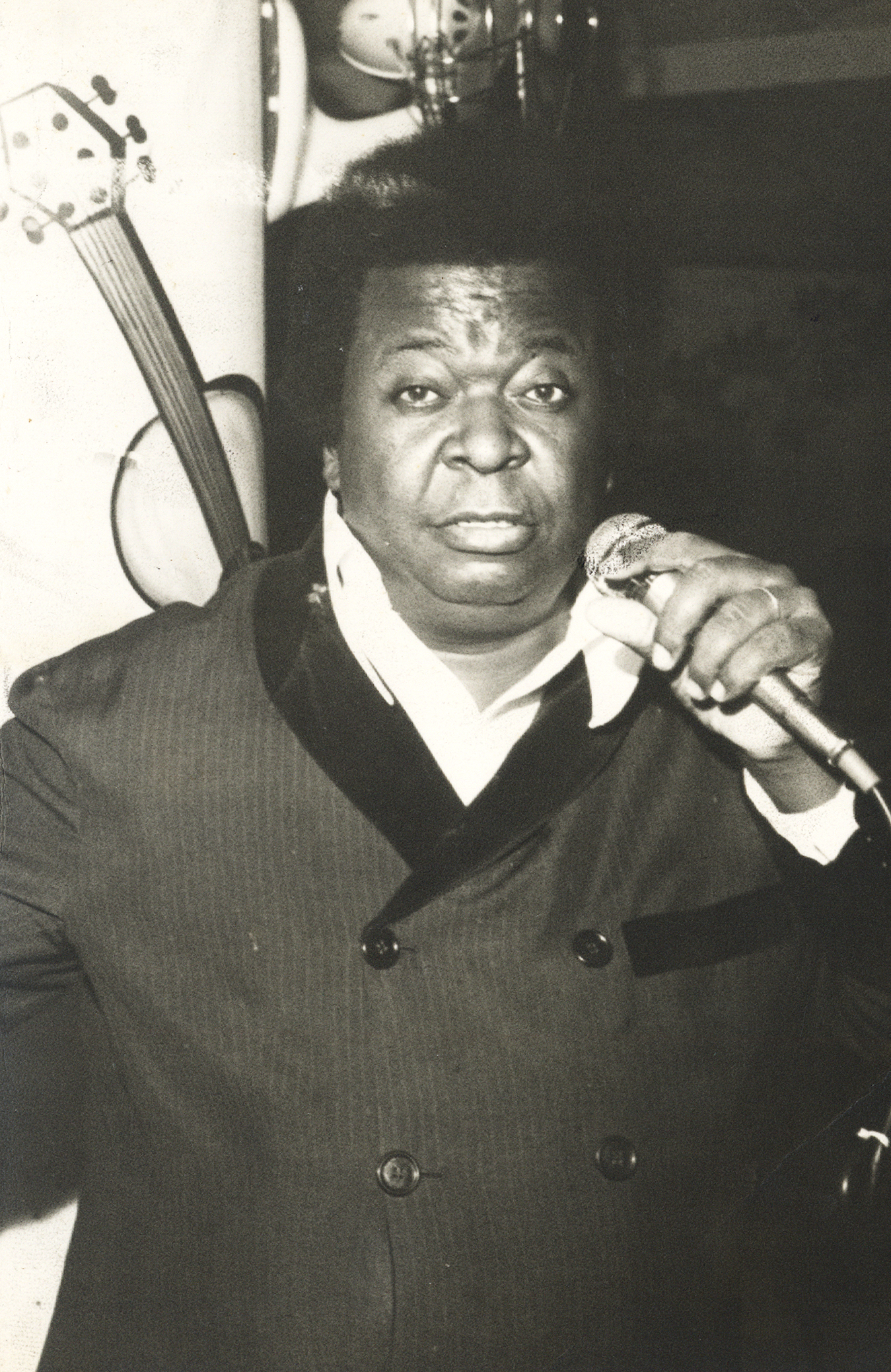
Monsueto

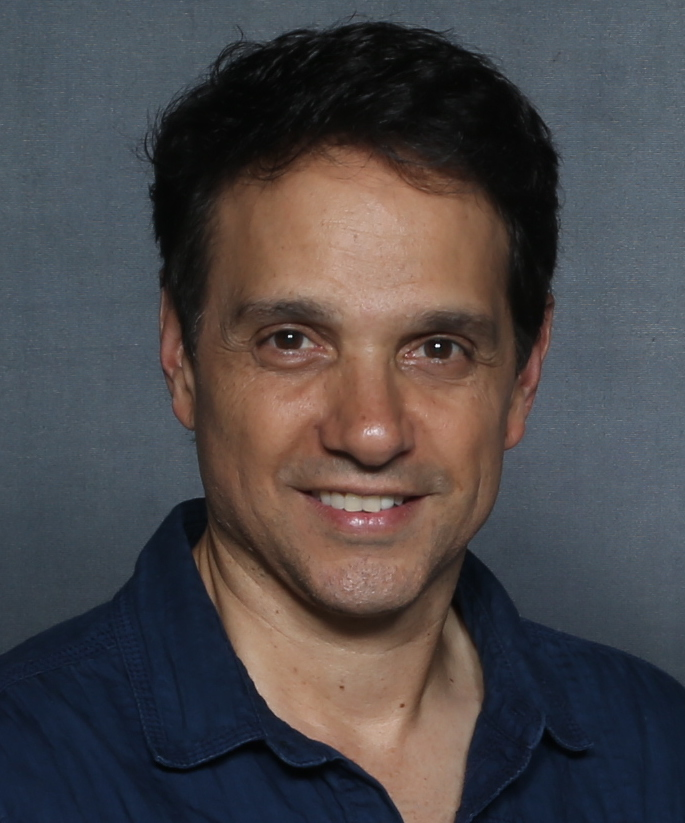
Ralph Macchio

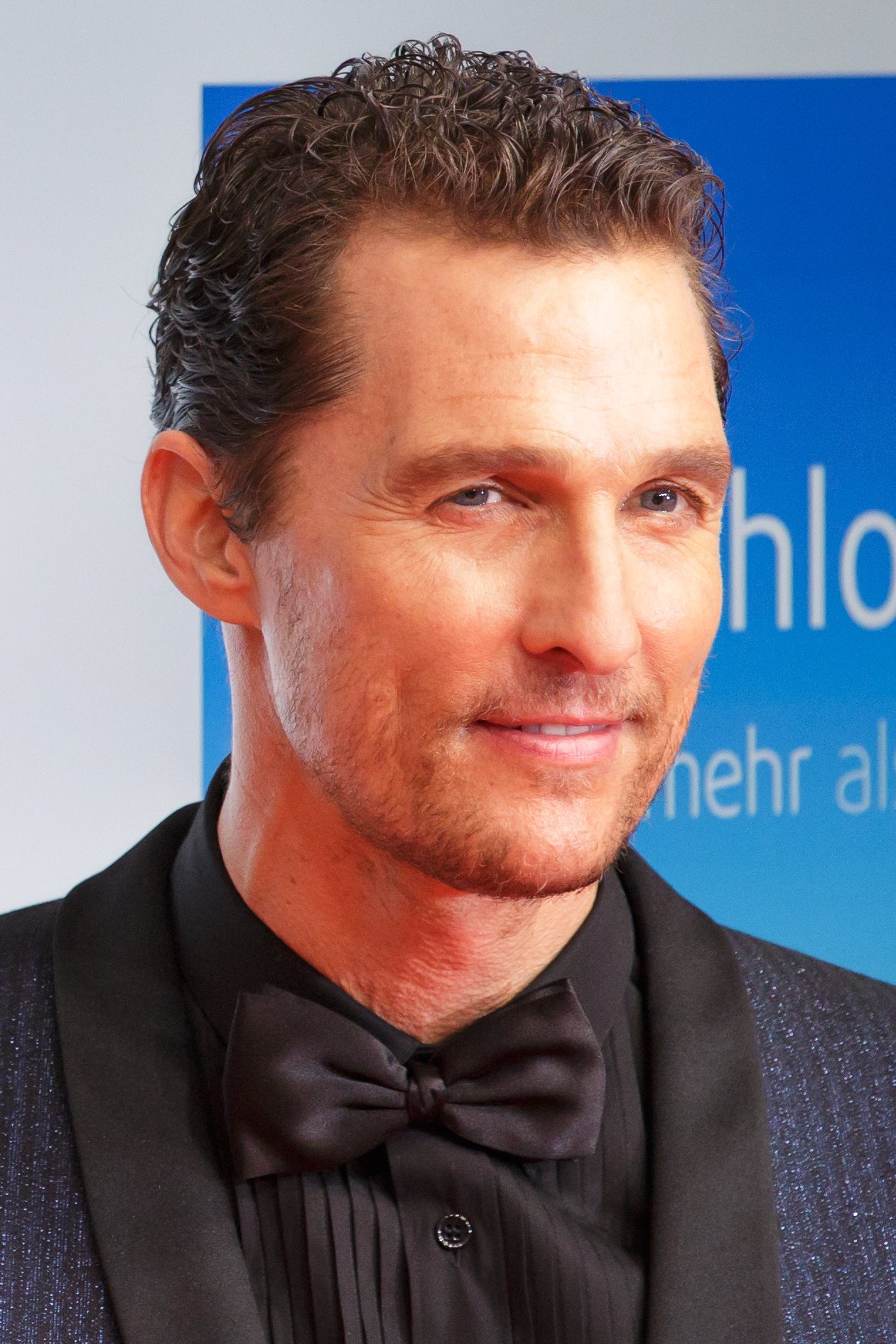
Matthew McConaughey

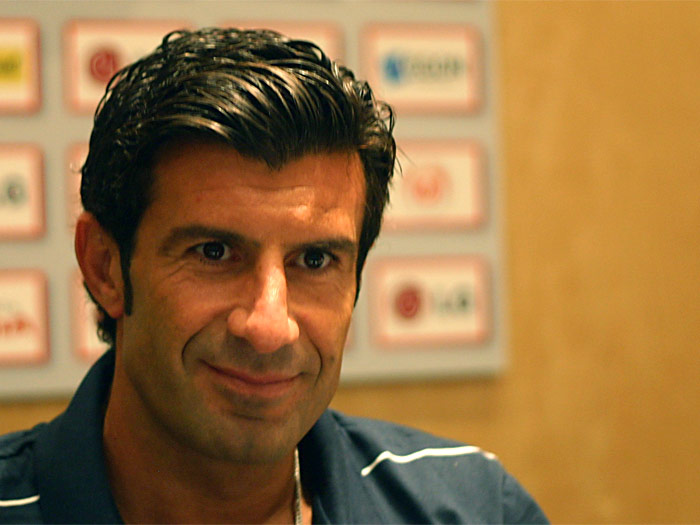
Luís Figo

### Anterior ao século XIX
- 1448 — Afonso II de Nápoles (m. 1495).
- 1575 — Guido Reni, pintor italiano (m. 1642).
- 1577 — François Leclerc du Tremblay, diplomata, religioso e político francês (m. 1638).
- 1587 — Samuel Scheidt, organista e compositor alemão (m. 1654).
- 1590 — Gerard van Honthorst, pintor holandês (m. 1656).
- 1631 — Maria, Princesa Real e Princesa de Orange (m. 1660).
- 1661 — Carlos III Filipe, Eleitor Palatino (m. 1742).
- 1742 — Jakob Friedrich Ehrhart, botânico suíço (m. 1795).
- 1761 — Bertrand Andrieu, gravador francês (m. 1822).
- 1768 — Francesco Maria Appendini, filólogo e historiador italiano (m. 1837).
- 1790 — Carlos Antonio López, político paraguaio (m. 1862).

### Século XIX
- 1806 — Karl Friedrich Mohr, farmacêutico e químico alemão (m. 1879).
- 1829 — Philip Sclater, jurista e zoólogo britânico (m. 1913).
- 1836 — Eduardo Rosales, pintor espanhol (m. 1873).
- 1853 — Constantin von Monakow, neurologista suíço (m. 1930).
- 1855 — Frederick Orpen Bower, botânico britânico (m. 1948).
- 1868 — Camille Jenatzy, automobilista e engenheiro belga (m. 1913).
- 1872 — Barbu Ştirbey, político romeno (m. 1943).
- 1873 — Carlos Mendieta, político cubano (m. 1960).
- 1880 — Johan Jarlén, ginasta sueco (m. 1955).
- 1881 — Gaby Deslys, atriz, dançarina e cantora francesa (m. 1920).
- 1883 — Nikólaos Plastíras, militar e político grego (m. 1953).
- 1888 — Géza Tuli, ginasta húngaro (m. 1966).
- 1890 — Klabund (Alfred Henschke), escritor alemão (m. 1928).
- 1891 — Orlando Ward, militar norte-americano (m. 1972).
- 1896 — J. R. Ackerley, jornalista e escritor britânico (m. 1967).
- 1897 — Oscar Lorenzo Fernández, compositor brasileiro (m. 1948).
- 1899 — Nicolas Frantz, ciclista luxemburguês (m. 1985).

### Século XX

#### 1901—1950
- 1901 — Spyridon Marinatos, arqueólogo, escritor e acadêmico grego (m. 1974).
- 1905 — Nannie Doss, serial killer norte-americana (m. 1965).
- 1906
  - Ernst Krebs, canoísta alemão (m. 1970).
  - Stanley Smith Stevens, psicólogo norte-americano (m. 1973).
- 1908
  - Józef Rotblat, físico britânico (m. 2005).
  - Hermógenes Valente Fonseca, futebolista brasileiro (m. ?).
- 1909 — Bert Patenaude, futebolista norte-americano (m. 1974).
- 1910 — Carlos Torres Pastorino, estudioso e escritor espírita brasileiro (m. 1980).
- 1913
  - Elisabeth Bykova, enxadrista russa (m. 1989).
  - Gig Young, ator norte-americano (m. 1978).
- 1914 — Carlos Castillo Armas, político e militar guatemalteco (m. 1957).
- 1915 — Wee Kim Wee, político singapurense (m. 2005).
- 1916
  - Ruth Handler, empresária norte-americana (m. 2002).
  - Walter Cronkite, jornalista norte-americano (m. 2009).
- 1918
  - Art Carney, ator norte-americano (m. 2003).
  - Cameron Mitchell, ator norte-americano (m. 1994).
- 1919 — Martin Balsam, ator norte-americano (m. 1996).
- 1921 — Jay Anson, escritor norte-americano (m. 1980).
- 1923
  - Guillermo Rodríguez Lara, militar e político equatoriano.
  - Eugene Sledge, militar, professor e escritor norte-americano (m. 2001).
- 1924
  - Monsueto Menezes, sambista brasileiro (m. 1973).
  - Edward Veitch, matemático e cientista da computação norte-americano (m. 2013).
- 1926 — Laurence Rosenthal, compositor norte-americano.
- 1927 — Bobby Breen, ator e cantor canadense (m. 2016).
- 1928 — Mihai Chiţac, político e militar romeno (m. 2010).
- 1929
  - Anastácio da Albânia.
  - Maurício Tragtenberg, sociólogo e educador brasileiro (m. 1998).
- 1930
  - Doris Roberts, atriz estadunidense (m. 2016).
  - Kate Reid, atriz canadense (m. 1993).
- 1931
  - Bernard Francis Law, cardeal norte-americano (m. 2017).
  - Imrich Stacho, futebolista eslovaco (m. 2006).
- 1932 — Thomas Klestil, político austríaco (m. 2004).
- 1933
  - Charles Kao, físico e engenheiro chinês (m. 2018).
  - Chukwuemeka Odumegwu Ojukwu, militar e político nigeriano (m. 2011).
- 1934
  - Nico Fagundes, poeta, compositor e ator brasileiro (m. 2015).
  - Marilena Ansaldi, atriz e bailarina brasileira (m. 2021).
- 1936 — Didier Ratsiraka, militar e político malgaxe (m. 2021).
- 1938
  - Jorge Manicera, futebolista uruguaio (m. 2012).
  - Vitaly Dyrdyra, venejador ucraniano (m. 2024).
- 1940 — Manuel Ojeda, ator mexicano (m. 2022).
- 1941
  - Raúl Bernao, futebolista argentino (m. 2007).
  - Carlos Bezerra, político brasileiro.
  - Manuel Rui, escritor angolano.
- 1942 — Rudolf Belin, ex-futebolista croata.
- 1943 — Clark Graebner, ex-tenista norte-americano.
- 1944
  - Haroldo Marinho Barbosa, cineasta e roteirista brasileiro (m. 2013).
  - Rainer Podlesch, ex-tenista alemão.
- 1946
  - Robert Mapplethorpe, fotógrafo estadunidense (m. 1989).
  - John Callen, ator e diretor britânico.
  - Laura Bush, ex-primeira-dama norte-americana.
- 1947 — Alexei Ulanov, ex-patinador artístico soviético/russo.
- 1948
  - Amadou Toumani Touré, político maliense (m. 2020).
  - Shaul Mofaz, político israelense.
  - François-Xavier Dumortier, padre jesuíta francês.
  - Mulamba Ndaye, futebolista congolês (m. 2019).
  - Jorge Pontual, jornalista e escritor brasileiro.
- 1950 — Benny Wendt, ex-futebolista sueco.

#### 1951—2000
- 1951
  - Traian Băsescu, político romeno.
  - Algimantas Liubinskas, ex-futebolista, treinador de futebol e político lituano.
- 1952 — Papa Teodoro II de Alexandria.
- 1953
  - Jacques-Joseph Villeneuve, ex-automobilista canadense.
  - Derek Johnstone, ex-futebolista britânico.
  - Peter Lord, animador, diretor, produtor, escritor e cineasta britânico.
- 1954 — Bebeto Alves, cantor brasileiro (m. 2022).
- 1955
  - Matti Vanhanen, político finlandês.
  - David Julius, neurocientista norte-americano.
- 1956 — James Honeyman-Scott, músico norte-americano (m. 1982).
- 1957
  - Tony Abbott, político australiano.
  - Aleksandr Tkachev, ex-ginasta russo.
- 1958
  - Uwe Bewersdorf, ex-patinador artístico alemão.
  - Kenneth Pomeranz, professor e historiador norte-americano.
- 1959
  - César Évora, ator cubano.
  - Ken Kirzinger, ator canadense.
- 1960 — Kathy Griffin, atriz norte-americana.
- 1961
  - Ralph Macchio, ator norte-americano.
  - Boninho, diretor de televisão brasileiro.
  - Stanislav Griga, ex-futebolista e treinador de futebol tcheco.
  - Nigel Worthington, ex-futebolista e treinador de futebol britânico.
- 1962
  - Roberto Battaglin, ator brasileiro.
  - Jean-Pierre Bemba, político e militar congolês.
- 1963
  - Horacio Elizondo, ex-árbitro de futebol argentino.
  - Rosario Flores, atriz e cantora espanhola.
  - Hennadiy Avdyeyenko, ex-atleta de salto com vara ucraniano.
- 1965
  - Jeff Scott Soto, músico estadunidense.
  - Kiersten Warren, atriz norte-americana.
  - Wayne Static, músico norte-americano (m. 2014).
  - Pata, músico japonês.
- 1966
  - Sergio Sendel, ator mexicano.
  - Irmão Lázaro, cantor e político brasileiro (m. 2021).
- 1967
  - Yilmaz Erdogan, cineasta, poeta e ator turco.
  - Mino Raiola, empresário italiano (m. 2022).
- 1969
  - Matthew McConaughey, ator estadunidense.
  - Sean Combs, músico de rap estadunidense.
  - Samantha Smith, atriz norte-americana.
  - Major Fábio, político e militar brasileiro.
  - Jan Apell, ex-tenista sueco.
- 1970
  - Anthony Ruivivar, ator norte-americano.
  - Lauri Aus, ciclista estoniano (m. 2003).
  - Tony Sly, guitarrista, cantor e compositor norte-americano (m. 2012).
- 1971 — Morlaye Soumah, ex-futebolista guineano.
- 1972
  - Luís Figo, ex-futebolista português.
  - Julissa Gomez, ginasta norte-americana (m. 1991).
- 1973
  - Steven Ogg, ator canadense.
  - Eran Kolirin, cineasta e roteirista israelense.
- 1974
  - Cedric Bixler-Zavala, músico norte-americano.
  - Louise Redknapp, cantora britânica.
  - Gastón Etlis, ex-tenista argentino.
  - Matthew Rhys, ator britânico.
- 1975
  - Vanessa Goulart, atriz e empresária brasileira.
  - Heather Tom, atriz norte-americana.
- 1976
  - Bruno Junqueira, automobilista brasileiro.
  - Mario Melchiot, ex-futebolista neerlandês.
  - Makoto Tamada, motociclista japonês.
- 1977
  - José María Torre, ator mexicano.
  - Marquinhos Caruaru, ex-futebolista brasileiro.
- 1978 — Carole Péon, triatleta francesa.
- 1981
  - Adriana Araújo, pugilista brasileira.
  - Xu Yan, judoca chinesa.
- 1982
  - Kamila Skolimowska, atleta polonesa (m. 2009).
  - Yohann Pelé, ex-futebolista francês.
  - Victor Hugo Mendes, escritor e jornalista angolano.
- 1984
  - Ayila Yussuf, ex-futebolista nigeriano.
  - Mikel Rico, ex-futebolista espanhol.
  - Fenedy Masauvakalo, futebolista vanuatuense.
  - Ryan Nemeth, lutador profissional e escritor norte-americano.
- 1985
  - Marcell Jansen, ex-futebolista alemão.
  - Dani Moreno, atriz brasileira.
  - Gillian Zinser, atriz norte-americana.
- 1986
  - Adrian Zaugg, automobilista sul-africano.
  - Kirsty Yallop, ex-futebolista neozelandesa.
  - Juliana Boller, atriz brasileira.
  - Angelica Panganiban, atriz filipina.
  - Papatinho, DJ e produtor musical brasileiro.
  - Alsény Camara, futebolista guineano.
  - Rui Porto Nunes, ator e dublador português.
- 1987
  - A. J. DeLaGarza, futebolista guamês-americano.
  - Artur Jędrzejczyk, futebolista polonês.
- 1988
  - Anderson Pico, futebolista brasileiro.
  - Christian Ramos, futebolista peruano.
  - Prince Oniangué, ex-futebolista congolês.
- 1989
  - Enner Valencia, futebolista equatoriano.
  - Jaber Al-Owaisi, futebolista omani.
- 1990
  - Jean-Luc Bilodeau, ator canadense.
  - Wesley Kreder, ex-ciclista neerlandês.
- 1991 — Tanya Reynolds, atriz britânica.
- 1992
  - Jozef Kovalík, tenista eslovaco.
  - Carlos Verona, ciclista espanhol.
  - Kiana Madeira, atriz canadense.
- 1993
  - Alejandro Peñaranda, futebolista colombiano (m. 2018).
  - Fandy Fan, ator e modelo taiwanês.
  - Michael Gogl, ciclista austríaco.
- 1994
  - Bruno Varela, futebolista português.
  - Pablo Ganet, futebolista guinéu-equatoriano.
- 1995
  - Gustav Malja, ex-automobilista sueco.
  - James Knox, ex-ciclista britânico.
  - Christopher Lawless, ciclista britânico.
- 1996
  - Adelén, cantora norueguesa.
  - Eric Paschall, jogador de basquete norte-americano.
  - Chelsea Zhang, atriz norte-americana.
- 1997 — Hiago, futebolista brasileiro.
- 1998
  - Achraf Hakimi, futebolista marroquino.
  - Juliette Labous, ciclista francesa.
- 1999 — Daniele Lavia, jogador de voleibol italiano.
- 2000
  - Sun Yingsha, mesa-tenista chinesa.
  - Jarno Opmeer, automobilista neerlandês.

## Mortes

### Anterior ao século XIX
- 0711 — Justiniano II, imperador bizantino (n. 669).
- 1130 — Margarida Fredkulla, rainha consorte da Noruega e Dinamarca (n. c. 1180).
- 1541 — Wolfgang Capito, humanista, teólogo e reformador alemão (n. 1478).
- 1567 — Girolamo Priuli, doge veneziano (n. 1486).
- 1669 — Luís de Almada, nobre português que fez parte d´Os 40 Conjurados com seu pai (n. ?).
- 1781
  - Johann Nikolaus Götz, poeta alemão (n. 1721).
  - Faustina Bordoni, mezzo-soprano italiana (n. 1697).

### Século XIX
- 1862 — José Estêvão Coelho de Magalhães, jornalista e político português (n. 1809).
- 1880 — Étienne Mulsant, entomólogo e bibliotecário francês (n. 1797).

### Século XX
- 1924 — Gabriel Fauré, compositor francês (n. 1845).
- 1930 — Buddy Bolden, músico estadunidense (n. 1877).
- 1959 — José Antônio Flores da Cunha, político brasileiro (m. 1880).
- 1963 — Carlos Magalhães de Azeredo, diplomata e escritor brasileiro (n. 1872).
- 1968 — Michel Kikoine, pintor bielorrusso (n. 1892).
- 1969 — Carlos Marighella, político e guerrilheiro brasileiro (n. 1911).
- 1974 — Bert Patenaude, futebolista norte-americano (n. 1909).
- 1978 — Joaquim Cardozo, engenheiro estrutural e poeta brasileiro (n. 1897).
- 1992 — Carlos Imperial, compositor, apresentador, ator e diretor brasileiro (n. 1935).
- 1994 — Sam Francis, pintor estadunidense (n. 1923).
- 1995
  - Yitzhak Rabin, político israelense (n. 1922).
  - Gilles Deleuze, filósofo francês (n. 1925).
  - Essex Hemphill, poeta e ativista americano (n. 1957).
- 1997 — Ítalo Zappa, diplomata brasileiro (n. 1926).
- 2000 — Ian Sneddon, matemático britânico (n. 1919).

### Século XXI
- 2003
  - Rachel de Queiroz, escritora e jornalista brasileira (n. 1910).
  - Richard Wollheim, filósofo e escritor britânico (n. 1923).
- 2008 — Michael Crichton, escritor e produtor cinematográfico estadunidense (n. 1942).
- 2009 — Ivan Biakov, biatleta soviético (n. 1944).
- 2010 — Michelle Nicastro, cantora e atriz norte-americana (n. 1960).
- 2011 — Andy Rooney, jornalista e escritor norte-americano (n. 1919).
- 2012 — David Resnick, arquiteto brasileiro-israelense (n. 1924).
- 2015
  - René Girard, filósofo, historiador e filólogo francês (n. 1923).
  - Jerzy Sadek, futebolista polonês (n. 1942).
  - Moacir Japiassu, jornalista e escritor brasileiro (n. 1942).
- 2024 — Agnaldo Rayol, cantor brasileiro (n. 1938).

## Feriados e eventos cíclicos

### Internacional
- Itália - Celebração da vitória na Primeira Guerra Mundial e dia das Forças Armadas.
- Rússia - Dia da unidade nacional.

### Brasil
- Dia do Inventor
- Dia do Oficial da Reserva
- Dia das Favelas

### Aniversário de municípios
- São Carlos, São Paulo
- São Sebastião da Grama, São Paulo
- Ubiratã, Paraná

### Cristianismo
- Carlos Borromeu
- Emérico da Hungria
- Félix de Valois
- Mãe de Deus de Cazã
- Piério

## Outros calendários
- No calendário romano era a véspera das nonas de novembro.
- No calendário litúrgico tem a letra dominical G para o dia da semana.
- No calendário gregoriano a epacta do dia é xviii.